# Swoyersville, Pennsylvania
Swoyersville là một thị trấn thuộc quận Luzerne, tiểu bang Pennsylvania, Hoa Kỳ. Năm 2010, dân số của thị trấn này là 5062 người.